# Historieta policíaca

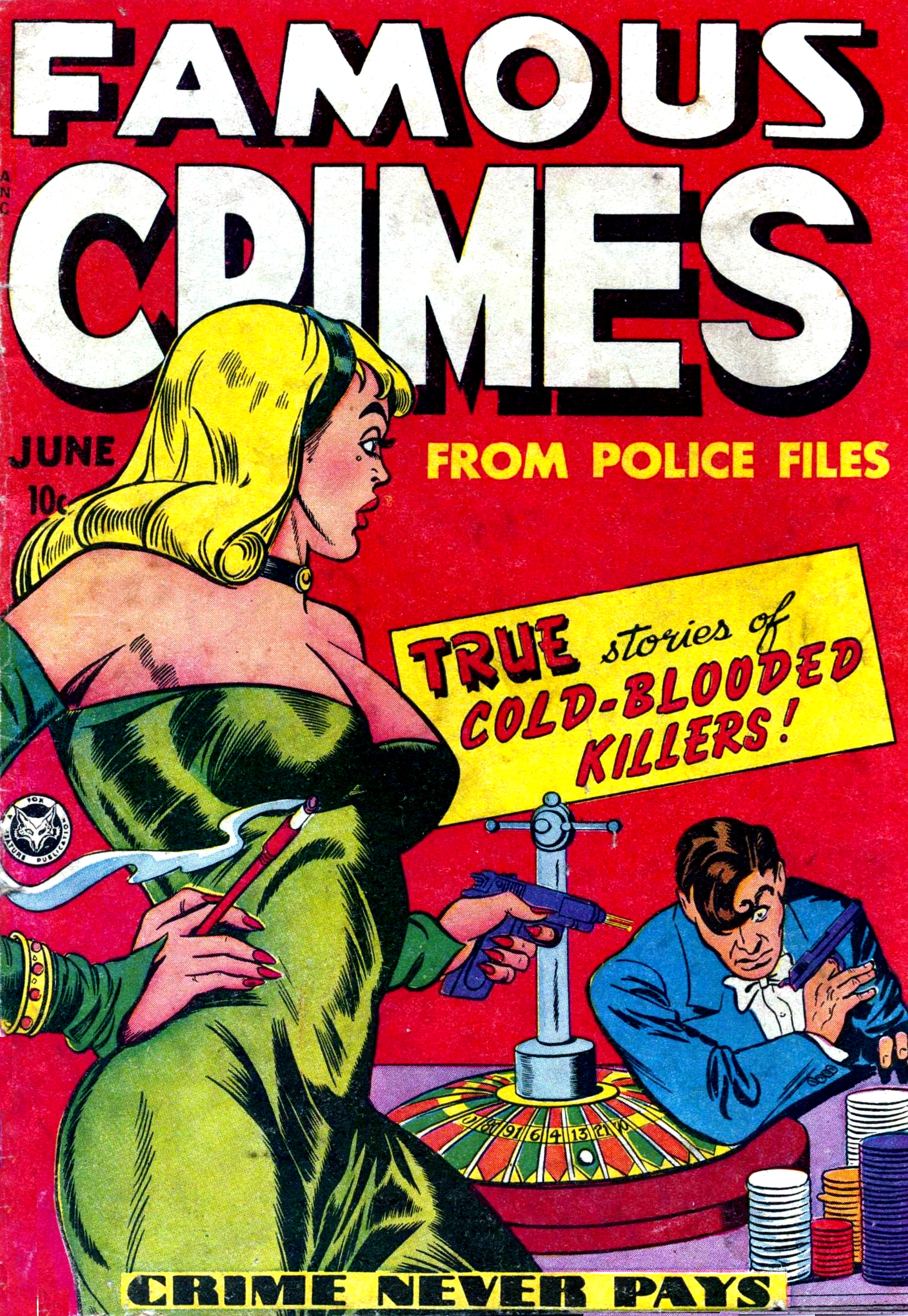
Portada de un comic book de los 50.

La historieta o cómic policíaco, también denominada de serie negra o de crímenes constituye uno de los géneros de acción en los que puede dividirse la producción historietística.  

## Características

### Temáticas
- En un principio, abarcan la actividad criminal, y su investigación, lo que, cuando la censura no lo impide, permite al autor "explorar las partes menos decorosas de nuestra sociedad".[2]
- La historia puede contarse desde el punto de vista de las Fuerzas del Orden (policías, detectives) o de los criminales (ladrones, asesinos, gánsteres, yakuza), así como del justiciero urbano. Hay que resaltar, en este sentido, que los primeros cómics de serie negra "mantenían la primacía de la Policía o de personas allegadas a ella", a diferencia de la novela negra que "había entronizado el protagonismo del detective privado".[3] Otros personajes habituales son la femme fatal, que, aparentemente inofensiva, puede conducir a sus víctimas al peligro o a la muerte; los espías; y, obviamente, las víctimas.
- "Pueden salir muchos escenarios diferentes".[4]
- También muestran una amplía variedad de "mensajes e influencias",[2] pudiendo orientarse hacia la aventura o la terror, o bien hacia el costumbrismo de los ámbitos de trabajo de los personajes.
- El recurso al suspense y a la intriga.
- Algunos títulos (en especial los publicados en formato pulp) suelen tener elementos de la ficción de explotación, incluyendo una temática lasciva de contextos eróticos o violentos.

### Formales
- "La iluminación y la composición pueden ser bastantes efectistas", "con abundante sombra y el uso del negro con decisión".[5]
- En contra de lo que pudiera parecer, pueden recurrir a un estilo caricaturesco, como en el clásico Dick Tracy (1931) de Chester Gould o en el más moderno Taxista del español Martí Riera, a su vez influido por el primero.[6]

## Historia

### Precedentes (Mediados delsigloXVIIIhasta comienzos delXX)
Como explica Pedro Porcel, muchos de los arquetipos de este género de historietas se pueden encontrar en los romances de ciego, muchos de los cuales abordaban la exposición de crímenes truculentos:

la figura del criminal como esencia del mal mismo que actúa por un ansía invencible de hacer daño sin otro motivo aparente; la bondad de las víctimas por el mero hecho de serlo y muy a menudo la localización del crimen en un medio urbano, al que intuimos como corrupto frente a la franqueza de costumbres del ámbito rural.

### El cómic policíaco clásico (1929-41)
Tras "un predominio abrumador del género humorístico que caracterizó al nuevo arte desde su nacimiento", la Gran Depresión de 1929 y los cambios sociales de los años 30 conducen a un cambio en el gusto del público estadounidense, que se decanta mayoritariamente por las tiras de acción. Entre estas, surge también el género policíaco que 

se halla directamente influido por los acontecimientos cotidianos reflejados en las primeras páginas de los periódicos y que describen la violenta lucha desatada entre las fuerzas de la ley y el gangsterismo".

El primer ejemplo de este nuevo género es Dick Tracy (1929) de Chester Gould, todavía con un dibujo caricaturesco y una extraña galería de villanos, que influiría en series como Batman (1938) de Bill Finger/Bob Kane, Spirit (1940) de Will Eisner o El Inspector Dan de la Patrulla Volante (1947) de Eugenio Giner, mezcladas ya con la historieta de superhéroes, el costumbrismo y la sátira, o el terror, respectivamente.
Su éxito propiciaría además la creación de series policíacas más estrictas como Radio Patrol (1933) de Eddie Sullivan/Charlie Schmidt; Secret Agent X-9 de Dashiell Hammett/Alex Raymond; Red Barry (1934) de Will Gould, Inspector Wade (1935), de Sheldon Stark/Lyman Anderson o Charlie Chan (1938-43) de Alfred Andriola. La obra de Alex Raymond se muestra ya como totalmente opuesta a la de Chester Gould, pero, como en el caso de Radio Patrol, se ha criticado la ingenuidad del planteamiento y desarrollo elemental de sus historias. Ambas tuvieron, sin embargo, una notoria influencia en los cuaderno de aventuras españoles de los años 40 y 50 que abordaban esta temática.

### La postguerra (1942-57)

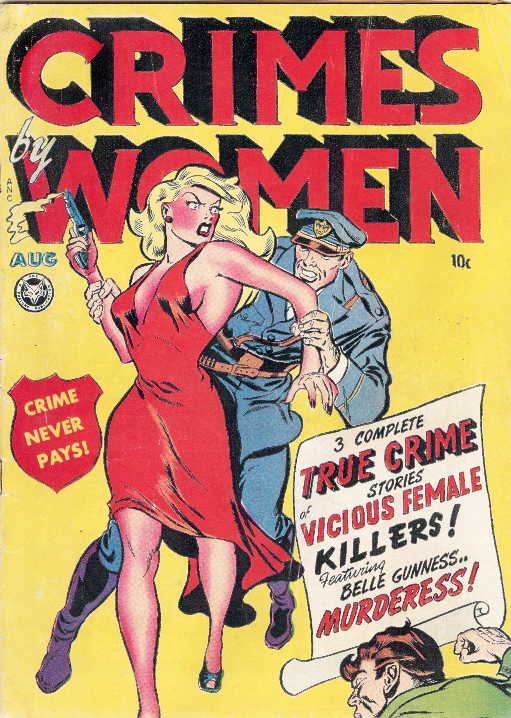
Portada de un comic book de los 50.

En Estados Unidos, el comic-book de crímenes tuvo un breve auge a raíz de la aparición de Crime Does Not Pay (1942), luego de que el subgénero de los superhéroes decayera tras la Segunda Guerra Mundial. Crime SuspenStories ("SuspenHistorias de crimen") y Shock SuspenStories ("SuspenHistorias de impacto") de EC Comics se distinguían por abordar temas como el racismo, el sexo o las drogas, además de por sus finales impactantes. También se pueden mencionar series policíacas como Kerry Drake (1943-83) de Alfred Andriola, Vic Flint (1946) de Ernest Lynn/Ralph Lane; The Saint, o From the files of... Mike Hammer (1953) por Mickey Spillane/Ed Robbins. 
El contenido de los cómics sería, sin embargo, fuertemente controlado a partir de 1954, con la creación del Comics Code Authority, lo que limitó en enorme medida las referencias a actividades criminales o representaciones de asesinatos dentro de las historietas. En el mismo sentido se generó legislación restrictiva en Inglaterra y Canadá. Con tales restricciones, el género comenzó a declinar fuertemente en Estados Unidos y eventualmente fue reemplazado por el resurgir de los superhéroes. En 1956, moriría también Alex Raymond, quien desde 1946 daba vida al elegante detective Rip Kirby.
Al mismo tiempo, la serie negra empezó a tener cierta presencia en otras lenguas. 
En España, se producen Aventuras del FBI (1951) o Alan Duff (1952) y en clave humorística, Sisebuto, detective astuto (1953).
En el ámbito francófono, las revistas "Tintín" y "Spirou" compiten entre sí con Ric Hochet (1955) y Gil Pupila (1956), respectivamente.

### La moda de los espías (1958-1974)
En 1958, el diario Daily Express iniciaría la publicación de la tira diaria de James Bond, escrita por Anthony Hern e ilustrada por John McLusky, y que no finalizaría hasta 1983, mientras que en Evening Standard haría lo propio Modesty Blaise (1963) de Peter O'Donnel/Jim Holdaway, luego dibujada por Enric Badía Romero. 
Esta moda alcanza, en su vertiente humorística, a Mortadelo y Filemón (1958), Clifton (1959) o Super Agente 327 (1966).
En España, Toray lanza colecciones de novelas gráficas de dibujo realista dedicadas a los espías: Brigada Secreta (1962) y Espionaje (1965). 
En Argentina, destaca el guionista Ray Collins.
Golgo 13, creado en 1968 por el mangaka Takao Saito ha sido conocido como la contrapartida japonesa de James Bond, pero con un carácter más oscuro, actitudes mucho más directas con el sexo y una total falta de moral. Lupin III, creado e ilustrado desde 1967 por Kazuhiko Kato (bajo el nombre de Monkey Punch) incorpora elementos del género aventurero con una vis cómica y erótica.

### El cómic de autor (1975-1985)
En Europa, la serie negra sirvió de cauce del cómic de autor a raíz del éxito de Alack Sinner (1975) de los argentinos Carlos Sampayo y José Muñoz. Dan testimonio de ello series como Sam Pezzo (1979) y Max Fridman (1982) de Vittorio Giardino, las adaptaciones de las novelas de Léo Malet realizadas por Jacques Tardi a partir de 1981, o Peter Parovic (1983) de El Cubri. Muchas de ellas se ambientan en mundos futuristas, como The Long Tomorrow (1976), de Dan O'Bannon/Moebius y Bogey (1981) de Antonio Segura/Leopoldo Sánchez.
Cat's Eye (1980-85 y City Hunter (1985-91), ambas de Tsukasa Hōjō, y la sádica Torpedo 1936 (1982) de Enrique Sánchez Abulí/Jordi Bernet no dudan en recurrir al humor y al sexo.    

### Últimos años (1986-presente)
En EE. UU., el género se ha revitalizado al mezclarse con el de los superhéroes en obras como "The Question" (1987) de Dennis O'Neil/Denys Cowan, a la que han seguido Sin City (1991) de Frank Miller, Balas perdidas (1995) de David Lapham, Camino a la perdición (1998) de Max Allan Collins/Richard Piers Rayner, Top Ten (1999) de Alan Moore, Powers (2000) de Brian Michael Bendis o Distrito X (2004) de David Hine.
Ryōichi Ikegami, por su parte, es el elegante dibujante de series como Crying Freeman (1986) y Santuario (1990).
En España, pero directamente para el mercado francés, se producen Blacksad (2000) de Juan Díaz Canales/Juanjo Guarnido, Jazz Maynard (2007) de Raule/Roger Ibáñez y Ken Games (2009) de José Robledo y Marcial Toledano.